# Liste de films tournés dans le département de l'Hérault
Un certain nombre d'œuvres cinématographiques et télévisuelles ont été tournés dans le département de l'Hérault.
Voici une liste à compléter de films, téléfilms, feuilletons télévisés, films documentaires... tournés dans l'Hérault, classés par commune et lieu de tournage et date de diffusion.
- Haut – A
- B
- C
- D
- E
- F
- G
- H
- I
- J
- K
- L
- M
- N
- O
- P
- Q
- R
- S
- T
- U
- V
- W
- X
- Y
- Z

## A
- Agde
  - 2004 : Les Textiles de Franck Landron
  - 2006 : Le Bénévole de Jean-Pierre Mocky
  - 2023 : Flo de Géraldine Danon[1]

- Assas
  - 1990 : La Belle Noiseuse de Jacques Rivette
  - 1992 : Le Retour de Casanova d'Édouard Niermans

- Avène
  - 2012 : Le Grand Soir de Benoît Delépine et Gustave Kervern[2]

- Haut – A
- B
- C
- D
- E
- F
- G
- H
- I
- J
- K
- L
- M
- N
- O
- P
- Q
- R
- S
- T
- U
- V
- W
- X
- Y
- Z

## B
- Balaruc-le-Vieux
  - 1952 : Une fille dans le soleil de Maurice Cam

- Bédarieux
  - 1986 : Zone rouge de Robert Enrico

- Bessan
  - 1981 : Malevil de Christian de Chalonge[3]

- Béziers
  - 1947 : La Figure de proue de Christian Stengel
  - 1951 : Musique en tête de Georges Combret et Claude Orval
  - 1961 : Un si bel été de Lewis Gilbert
  - 1962 : Cartouche de Philippe de Broca
  - 1968 : Le Petit Baigneur de Robert Dhery
  - 1972 : Une belle fille comme moi de François Truffaut
  - 1989 : Joséphine en tournée de Jacques Rozier
  - 2013 : Les Invincibles de Frédéric Berthe
  - 2024 : Finalement de Claude Lelouch[4]
- Bouzigues
  - 2023 : Les Complices de Cécilia Rouaud[5]

- Haut – A
- B
- C
- D
- E
- F
- G
- H
- I
- J
- K
- L
- M
- N
- O
- P
- Q
- R
- S
- T
- U
- V
- W
- X
- Y
- Z

## C
- Cambon-et-Salvergues

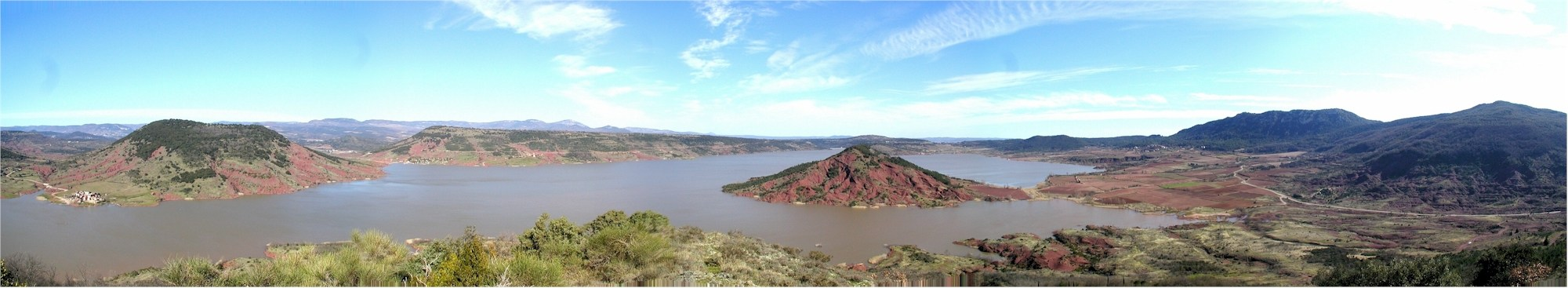
Le lac du Salagou lieu de tournage de Calmos de Bertrand Blier

  - 1986 : Félicien Grevèche (feuilleton télévisé) de Sylvain Joubert et Michel Wyn[2]

- Carnon
  - 1985 : Sans toit ni loi d'Agnès Varda (Petit Travers)

- Castries
  - 1973 : L'Emmerdeur d'Édouard Molinaro

- Cazevieille
  - 2011 : L'avocat de Cédric Anger

- Celles
  - 1976 : Calmos de Bertrand Blier (Bord du lac du Salagou)
  - 1986 : Zone rouge de Robert Enrico
  - 1987 : Fucking Fernand de Gérard Mordillat
  - 2010 : Toutes nos envies de Philippe Lioret

- Clapiers
  - 1992 : Novembre d'Alexandre Kajdonowski
  - 2017 : Luna d'Elsa Diringer[6]

- Clermont-l'Hérault
  - 1985 : Zone rouge de Robert Enrico
  - 1987 : Fucking Fernand de Gérard Mordillat

- Cournonterral
  - 1985 : Sans toit ni loi d'Agnès Varda

- Haut – A
- B
- C
- D
- E
- F
- G
- H
- I
- J
- K
- L
- M
- N
- O
- P
- Q
- R
- S
- T
- U
- V
- W
- X
- Y
- Z

## F
- Frontignan
  - 1989 : Maman de Romain Goupil
  - 1990 : Un week-end sur deux de Nicole Garcia
  - 2017 : Luna d'Elsa Diringer[6]
  - 2023 : Flo de Géraldine Danon[1]

- Haut – A
- B
- C
- D
- E
- F
- G
- H
- I
- J
- K
- L
- M
- N
- O
- P
- Q
- R
- S
- T
- U
- V
- W
- X
- Y
- Z

## L
- La Grande-Motte
  - 1984 : Vive les femmes ! de Claude Confortès[7]
  - 2012 : Pauline détective de Marc Fitoussi
  - 2012 : La Grande Boucle de Laurent Tuel
  - 2021 : Basse saison, téléfilm français de Laurent Herbiet[8].

- Lac du Salagou
  - 1973 : Deux Hommes dans la ville de José Giovanni
  - 2004 : Narco de Tristan Aurouet et Gilles Lellouche

- Lamalou-les-Bains
  - 1986 : Félicien Grevèche, feuilleton télévisé de Sylvain Joubert et Michel Wyn[2]
  - 1987 : Fucking Fernand de Gérard Mordillat
  - 1990 : Merci la vie de Bertrand Blier

- Lansargues
  - 1990 : Les Amants du Pont-Neuf de Leos Carax
- Lavérune
  - 2024: Le Comte de Monte-Cristo de Alexandre de La Patellière et Matthieu Delaporte[9]

- Le Caylar
  - 1981 : Malevil de Christian de Chalonge[10]

- Lodève
  - 1990 : Un week-end sur deux de Nicole Garcia

- Lunel
  - 1919 : Vendémiaire de Louis Feuillade
  - 1972 : Une belle fille comme moi de François Truffaut
  - 1988 : La Méridienne de Jean-François Amiguet
  - 2011 : J'ai peur d'oublier téléfilm de Élisabeth Rappeneau

- Haut – A
- B
- C
- D
- E
- F
- G
- H
- I
- J
- K
- L
- M
- N
- O
- P
- Q
- R
- S
- T
- U
- V
- W
- X
- Y
- Z

## M
- Magalas

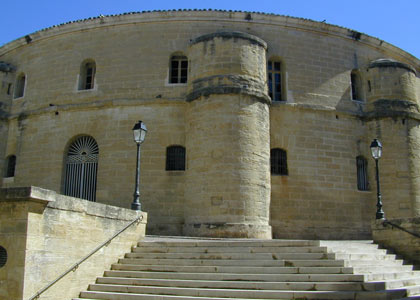
Couvent des Ursulines (Montpellier), lieu de tournage du film Prisons de femmes (1938)

  - 1968 : Le Petit Baigneur de Robert Dhery

- Marseillan
  - 2003 : Les Lionceaux de Claire Doyon
  - 2011 : Coup d'éclat de José Alcala[11]

- Marsillargues
  - 1987 : Septième Ciel de Jean-Louis Daniel

- Mireval
  - 2000 : Scènes de crimes de Frédéric Schoendoerffer
  - 2003 : Taxi 3 de Gérard Krawczyk

- Mons-la-Trivalle
  - 1986 : Félicien Grevèche (feuilleton télévisé) de Sylvain Joubert et Michel Wyn[2]

- Montagne Noire
  - 2019 : Riquet, le songe de Naurouze de Jean Périssé[12]

- Montpellier
  - 1938 : Prisons de femmes de Roger Richebe[13]
  - 1957 : Les Mistons de François Truffaut
  - 1973 : L'Emmerdeur d'Édouard Molinaro
  - 1973 : Deux hommes dans la ville de José Giovanni
  - 1977 : L'Homme qui aimait les femmes de François Truffaut
  - 1986 : Félicien Grevèche (feuilleton télévisé) de Sylvain Joubert et Michel Wyn[2]
  - 1988 : La Méridienne de Jean-François Amiguet
  - 1990 : Un week-end sur deux de Nicole Garcia[14],[15]
  - 1990 : Le Petit Criminel de Jacques Doillon
  - 1992 : Le Retour de Casanova de Édouard Niermans[16]
  - 1993 : Tango de Patrice Leconte
  - 1997 : Didier d'Alain Chabat
  - 2000 : Scènes de crimes de Frédéric Schoendoerffer
  - 2009 : Les Meilleurs Amis du monde de Julien Rambaldi
  - 2009 : Le Bruit des glaçons de Bertrand Blier
  - 2009 : Bellamy de Claude Chabrol
  - 2011 : L'avocat de Cédric Anger
  - 2011 : Omar m'a tuer de Roschdy Zem
  - 2011 : J'ai peur d'oublier téléfilm de Elisabeth Rappeneau
  - 2012 : Pauline détective de Marc Fitoussi[17]
  - 2013 : La Grande Boucle de Laurent Tuel[18]
  - 2013 : Un beau dimanche de Nicole Garcia
  - 2014 : N'importe qui de Raphaël Frydman
  - 2014 : Vie sauvage de Cédric Kahn
  - 2017 : Luna d'Elsa Diringer[6]
  - 2018 : Un si grand soleil, feuilleton télévisé de Olivier Szulzynger, Eline Le Fur, Cristina Arellano et Stéphanie Cotta
  - 2019 : Persona non grata de Roschdy Zem[19]
  - 2022 : Presque de Bernard Campan et Alexandre Jollien[20]
  - 2024 : Balle perdue 3 de Guillaume Pierret[21]

- Mourèze
  - 1981 : Litan : La Cité des spectres verts de Jean-Pierre Mocky
  - 1987 : Les Saisons du plaisir de Jean-Pierre Mocky
  - 1998 : Cantique de la racaille de Vincent Ravalec[22]

- Haut – A
- B
- C
- D
- E
- F
- G
- H
- I
- J
- K
- L
- M
- N
- O
- P
- Q
- R
- S
- T
- U
- V
- W
- X
- Y
- Z

## N
- Nézignan-l'Évêque
  - 2018 : Les Vieux Fourneaux de  Christophe Duthuron

## P
- Palavas-les-Flots
  - 1947 : Voyage Surprise de Pierre Prévert
  - 1962 : La Dérive de Paula Delsol
  - 1990 : Un week-end sur deux de Nicole Garcia
  - 2000 : Scènes de crimes de Frédéric Schoendoerffer

- Parc naturel régional du Haut-Languedoc
  - 1986 : Félicien Grevèche (feuilleton télévisé) de Sylvain Joubert et Michel Wyn[2]

- Pézenas
  - 1962 : Cartouche de Philippe de Broca
  - 1968 : Le Petit Baigneur de Robert Dhery
  - 1986 : Félicien Grevèche (feuilleton télévisé) de Sylvain Joubert et Michel Wyn[2]
  - 2022 : Presque de Bernard Campan et Alexandre Jollien[20]
  - 2024 : Le Comte de Monte-Cristo de Alexandre de La Patellière et Matthieu Delaporte[23]

- Portiragnes
  - 2013 : La Grande Boucle de Laurent Tuel

- Poussan
  - 1986 : Zone rouge de Robert Enrico
- Le Pouget
  - 2023 : Chien de la casse de Jean-Baptiste Durand[24]

- Haut – A
- B
- C
- D
- E
- F
- G
- H
- I
- J
- K
- L
- M
- N
- O
- P
- Q
- R
- S
- T
- U
- V
- W
- X
- Y
- Z

## R
- Roujan
  - 1987 : Fucking Fernand de Gérard Mordillat[25]

- Haut – A
- B
- C
- D
- E
- F
- G
- H
- I
- J
- K
- L
- M
- N
- O
- P
- Q
- R
- S
- T
- U
- V
- W
- X
- Y
- Z

## S
- Saint-Aunès

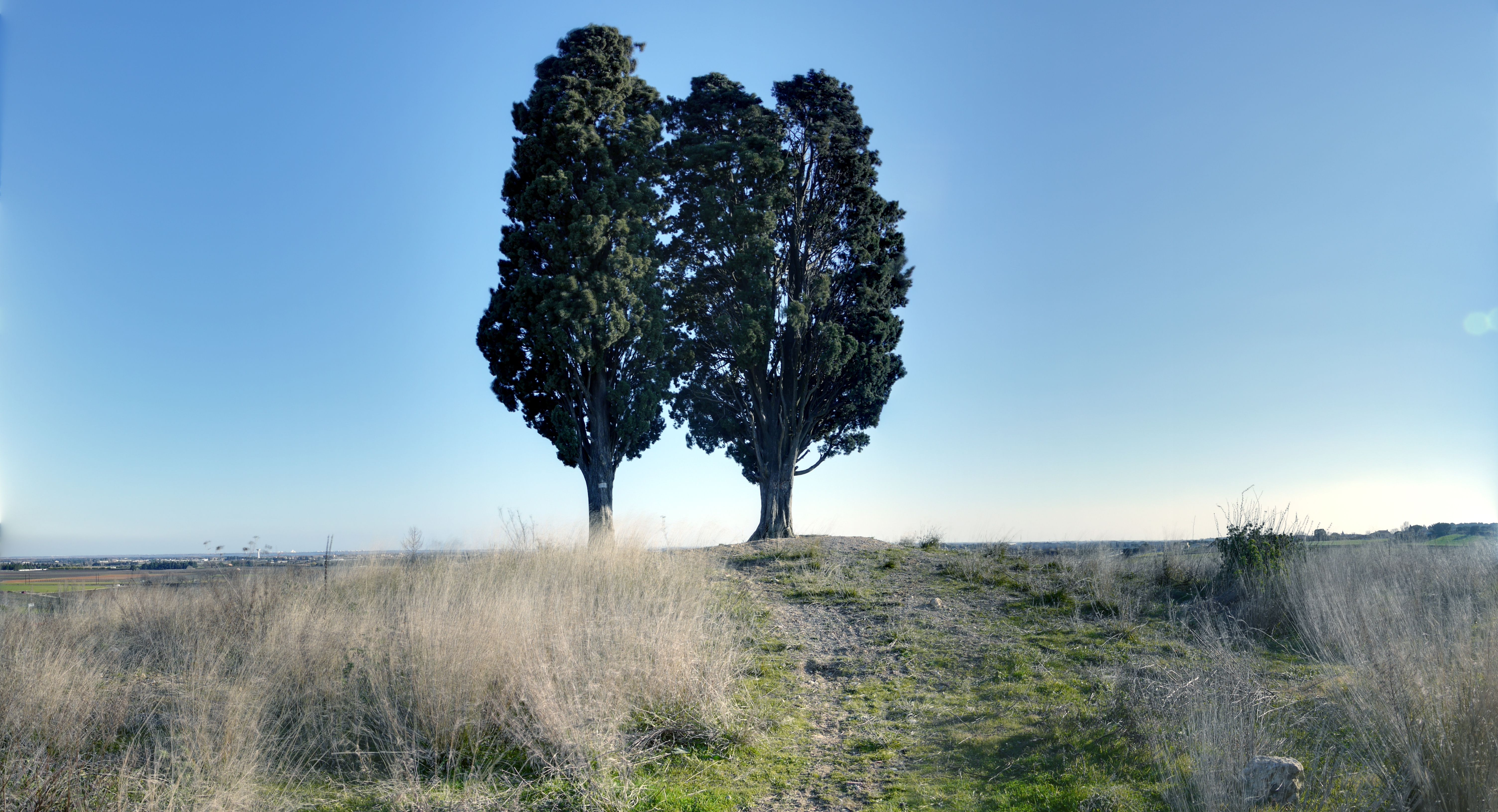
Les deux cyprès jumeaux du Pioch Palat (Saint-Aunès), lieu de tournage de la première scène du film Sans toit ni loi (1985).

  - 1985 : Sans toit ni loi d'Agnès Varda

- Saint-Guilhem-le-Désert
  - 1959 : La Dragée haute de Jean Kerchner
  - 1973 : Deux hommes dans la ville de José Giovanni
  - 1992 : Le Moulin de Daudet de Samy Pavel
  - 2013 : Hasta mañana de Sébastien Maggiani, Olivier Vidal

- Saint-Jean-de-Cuculles
  - 1990 : La Belle Noiseuse de Jacques Rivette

- Saint-Jean-de-la-Blaquiere
  - 2004 : RRRrrrr!!! de Alain Chabat

- Saint-Jean-de-Védas
  - 1973 : L'Emmerdeur d'Édouard Molinaro

- Saint-Martin-de-Londres
  - 1997 : Le Destin de Youssef Chahine

- Saint-Pons-de-Mauchiens
  - 1962 : Cartouche de Philippe de Broca

- Sète
  - 1937 : Pépé le Moko de Julien Duvivier.
  - 1955 : La Pointe courte d'Agnès Varda.
  - 1959 : Babette s'en va-t-en guerre de Christian-Jaque.
  - 1963 : La Soupe aux poulets de Philippe Agostini.
  - 1965 : Bob Morane saison 1, épisode 2, (Rafale en Méditerranée) de Robert Vernay (port de Sète, pont de la victoire en mouvement, place Delille avec le garage Tarteret, maison de la santé, un navire de la compagnie Schiaffino...)
  - 1972 : César et Rosalie de Claude Sautet.
  - 1974 : À vous de jouer Milord, mini-série de Christian-Jaque
  - 1976 : Touche pas à mon copain de Bernard Bouthier.
  - 1989 : L'Union sacrée d'Alexandre Arcady.
  - 1990 : Le Petit Criminel de Jacques Doillon.
  - 1990 : Gaspard et Robinson de Tony Gatlif.
  - 1991 : Mima de Philomène Esposito.
  - 2002 : Au loin... l'horizon d'Olivier Vidal.
  - 2007 : La Graine et le Mulet d'Abdellatif Kechiche.
  - 2008 : Les Plages d'Agnès d'Agnès Varda.
  - 2009 : Bellamy de Claude Chabrol.
  - 2010 : De vrais mensonges de Pierre Salvadori.
  - 2010 : Bus Palladium de Christopher Thompson
  - 2011 : L'avocat de Cédric Anger
  - 2011 : Coup d'éclat de José Alcala
  - 2012 : Candice Renoir de Robin Barataud, Brigitte Peskine et Solen Roy-Pagenault.
  - 2013 : Suzanne de Katell Quillévéré
  - 2017 : Demain nous appartient, feuilleton télévisé de Frédéric Chansel, Laure de Colbert, Nicolas Durand-Zouky, Éline Le Fur, Fabienne Lesieur et Jean-Marc Taba[26]
  - 2017 : Mektoub, my love: canto uno de Abdellatif Kechiche[27].
  - 2020 : Balle perdue de Guillaume Pierret
  - 2021 : Fragile de Emma Benestan[28]
  - 2023: Astérix et Obélix : L’empire du milieu de Guillaume Canet[29]
  - 2023 : Comme une louve de Caroline Glorion[30]

- Haut – A
- B
- C
- D
- E
- F
- G
- H
- I
- J
- K
- L
- M
- N
- O
- P
- Q
- R
- S
- T
- U
- V
- W
- X
- Y
- Z

## T
- Étang de Thau
  - 2011 : Coup d'éclat de José Alcala[11]
  - 2011 : L'avocat de Cédric Anger

- Haut – A
- B
- C
- D
- E
- F
- G
- H
- I
- J
- K
- L
- M
- N
- O
- P
- Q
- R
- S
- T
- U
- V
- W
- X
- Y
- Z

## V
- Valflaunès
  - 2011 : J'ai peur d'oublier téléfilm de Elisabeth Rappeneau
  - 2012 : Pauline détective de Marc Fitoussi
  - 2013 : La Grande Boucle de Laurent Tuel

- Vendargues
  - 1985 : Sans toit ni loi d'Agnès Varda

- Villeneuve-les-Maguelone
  - 1992 : Novembre d'Alexandre Kajdanowski
  - 2011 : Omar m'a tuer de Roschdy Zem[31]
  - 2025 : Toutes pour une de Houda Benyamina

- Villeneuvette
  - 1987 : Fucking Fernand de Gérard Mordillat
  - 2024 : Le Comte de Monte-Cristo de Alexandre de La Patellière et Matthieu Delaporte[23]

- Haut – A
- B
- C
- D
- E
- F
- G
- H
- I
- J
- K
- L
- M
- N
- O
- P
- Q
- R
- S
- T
- U
- V
- W
- X
- Y
- Z